# US Open 2007/Quaddoppel
Das Quaddoppel (Rollstuhl) der US Open 2007 war Teil der Rollstuhltenniswettbewerbe in New York City vom 6. bis zum 9. September.
Es war die erste Austragung dieses Wettbewerbs bei den US Open.

## Ergebnisse
Zeichenerklärung
- Q = Qualifikant
- WC = Wildcard
- LL = Lucky Loser
- ITF = qualifiziert über ITF-Ranking
- ALT = alternate (Ersatz)
- PR = Protected Ranking
- SE = Special Exempt
- r = retired (Aufgabe)
- d = Disqualifikation
- w.o. = walkover
- [ ] = Match-Tie-Break

|  | Finale |                            |   |   |   |
|  |        |                            |   |   |   |
|  | 1      | Nick Taylor David Wagner   | 6 | 4 | 6 |
|  | 2      | Peter Norfolk Sarah Hunter | 1 | 6 | 0 |
|  |        |                            |   |   |   |